# Krasnoiarka, Bratske
Krasnoiarka (în ucraineană Красноярка) este un sat în comuna Mîkolaiivka din raionul Bratske, regiunea Mîkolaiiv, Ucraina.

## Demografie
Componența lingvistică a localității Krasnoiarka
     Ucraineană (88,59%)
     Rusă (9,4%)
     Română (1,34%)
     Alte limbi (0,67%)
Conform recensământului din 2001, majoritatea populației localității Krasnoiarka era vorbitoare de ucraineană (88,59%), existând în minoritate și vorbitori de rusă (9,4%) și română (1,34%).